# El Platanar, Jalisco
El Platanar är en ort i Mexiko.   Den ligger i kommunen Zapotlán del Rey och delstaten Jalisco, i den centrala delen av landet, 400 km väster om huvudstaden Mexico City. El Platanar ligger 1 573 meter över havet och antalet invånare är 493.
Terrängen runt El Platanar är kuperad. Runt El Platanar är det ganska tätbefolkat, med 222 invånare per kvadratkilometer. Närmaste större samhälle är Zapotlanejo, 19,9 km norr om El Platanar. I omgivningarna runt El Platanar växer huvudsakligen savannskog.